# مايك كيني (لاعب هوكي الجليد)
مايك كيني هو لاعب هوكي الجليد كندي، ولد في 29 مايو 1967 في وينيبيغ في كندا.

## وصلات خارجية
- مايك كيني على موقع دوري الهوكي الوطني (الإنجليزية)
- مايك كيني على موقع قاعة مشاهير الهوكي (لاعب أن.إتش.أل) (الإنجليزية)
- مايك كيني على موقع EliteProspects.com (الإنجليزية)
- مايك كيني على موقع HockeyDB.com (الإنجليزية)
- مايك كيني على موقع Hockey-Reference.com (الإنجليزية)
- مايك كيني على موقع قاعة مانيتوبا للمشاهير الرياضية (الإنجليزية)